# Disholcaspis quercusglobulus
Disholcaspis quercusglobulus är en stekelart som först beskrevs av Fitch 1859.  Disholcaspis quercusglobulus ingår i släktet Disholcaspis och familjen gallsteklar. Inga underarter finns listade i Catalogue of Life.